# Eddy Bengtsson
Leif Eddy Bengtsson (ur. 30 kwietnia 1979) – szwedzki zapaśnik walczący w stylu klasycznym. Dwukrotny olimpijczyk. Dziesiąty w Sydney 2000 i dwunasty w Atenach 2004. Startował w kategorii 120 – 130 kg.
Siódmy na mistrzostwach świata w 2001. Czwarty na mistrzostwach Europy w 1999. Trzykrotny medalista mistrzostw nordyckich w latach 1998 - 2002. Mistrz Europy juniorów w 1999, wicemistrz świata juniorów w 1996, a trzeci w 1999 roku.
Od 2008 roku walczy w MMA.